# 米泉市
米泉市，2007年撤销的中国新疆县级市。原隶属昌吉回族自治州，2007年与乌鲁木齐市东山区合并成立乌鲁木齐市米东区。原米泉市位于新疆北部，乌鲁木齐市以北，阜康市以南。216国道经过。

## 概况
米泉市前身为民国十七年（1928年）正式建立的乾德县，县治驻三道坝（今三道坝镇）。1953年11月20日更名为“米泉县”，因此地多泉又盛产大米而得名，县政府驻地迁移到古牧地（今古牧地镇）。1996年12月30日，撤销米泉县，设立米泉市。2007年6月30日（国函[2007]65号），撤销米泉市和乌鲁木齐市东山区，设立乌鲁木齐市米东区，以原米泉市和乌鲁木齐市东山区的行政区域为米东区的行政区域。
米泉市撤并前，下辖3个街道、5个镇和1个民族乡，即东路街道、西路街道、友好路街道、古牧地镇、铁厂沟镇、长山子镇、羊毛工镇、三道坝镇、柏杨河哈萨克族乡。境内有新疆米泉林场、兵团农六师102团，政府驻古牧地镇。2000年，第五次全国人口普查，米泉市全市总人口180952人，其中：东路街道28527人、西路街道25398人、友好路街道15271人、古牧地镇27416人、铁场沟镇12965人、长山子镇21018人、羊毛工镇17559人、三道坝镇12212人、柏杨河乡4946人、兵团102团场虚拟乡15640人。